# Melanotaenia australis
Melanotaenia australis är en fiskart som först beskrevs av Castelnau, 1875.  Melanotaenia australis ingår i släktet Melanotaenia och familjen Melanotaeniidae. Inga underarter finns listade i Catalogue of Life.